# Demetria Washington
Demetria Washington (Fayetteville, 31 dicembre 1979) è un'ex velocista statunitense, specializzata nei 400 metri piani.
In carriera è stata campionessa mondiale della staffetta 4×400 metri a Parigi Saint-Denis 2003.

## Palmarès
| Anno | Manifestazione    | Sede        | Evento      | Risultato  | Prestazione | Note                                    |
| ---- | ----------------- | ----------- | ----------- | ---------- | ----------- | --------------------------------------- |
| 1998 | Mondiali juniores | Annecy      | 4×400 m     | Bronzo     | 3'32"85     |                                         |
| 2001 | Mondiali          | Edmonton    | 400 m piani | Semifinale | 51"26       | Miglior prestazione personale           |
| 2001 | Mondiali          | Edmonton    | 4×400 m     | 4ª         | 3'26"88     | [ 1 ]                                   |
| 2001 | Universiadi       | Pechino     | 400 m piani | Oro        | 51"22       |                                         |
| 2001 | Universiadi       | Pechino     | 4×400 m     | Oro        | 3'28"04     |                                         |
| 2003 | Mondiali          | Saint-Denis | 400 m piani | Semifinale | 51"31       |                                         |
| 2003 | Mondiali          | Saint-Denis | 4×400 m     | Oro        | 3'22"63     | Miglior prestazione mondiale stagionale |